# Bruno Díaz
Bruno Díaz Obregón (Cali, 3 de agosto de 1953) es un actor de cine, televisión y político colombiano. Es reconocido por destacar varias producciones nacionales. También por darle nombre al actor de Batman en la serie animada.

## Filmografía

### Televisión
- Garzón vive (2018)
- Tarde lo conocí (2017-2018)
- El chapo (2017) — Santiago
- En la boca del lobo  (2014) —  Pepe de la Cruz
- El día de la suerte  (2013) — Medardo Álvarez
- Chepe Fortuna  (2010)
- María Bonita   (1995) — Calancho
- Música maestro  (1990)
- Quieta Margarita  (1988)
- Gallito Ramírez  (1986) — Fercho Durango
- El Faraón  (1984)

### Cine
- El que se enamora pierde (2019) —  Polícia
- Golpe de estadio (1998) — Copiloto
- Una tumba vacía (1993) — Policía